# Arthur Emmons Raymond
Arthur Emmons Raymond (Boston, 24 de março de 1899 – Santa Mônica, Califórnia, 22 de março de 1999) foi um engenheiro aeronáutico estadunidense. Liderou a equipe que projetou o Douglas DC-3.
Raymond cresceu em Pasadena, Califórnia, filho de um proprietário de hotel de luxo. Obteve um B.A. na Universidade Harvard, e um M.S. em engenharia aeronáutica no Instituto de Tecnologia de Massachusetts em 1921.
Raymond dispendeu sua carreira na Douglas Aircraft Company. Começando sua carreira como serralheiro, tonou-se engenheiro chefe, participando n projeto de todos os aviões da Douglas, do Douglas DC-2 até o  Douglas DC-8. Durante a Segunda Guerra Mundial ajudou a gerenciar o grande esforço que produziu dezenas de milhares de aviões destinados à guerra.
Morreu dois dias antes de completar 100 anos de idade.